# 25e cérémonie des British Academy Film Awards
Pour la cérémonie des BAFTAs récompensant la télévision, voir la 19e cérémonie des British Academy Television Awards.
La 25e cérémonie des British Academy Film Awards, organisée par la British Academy of Film and Television Arts, s'est déroulée en 1972 et a récompensé les films sortis en 1971.

## Palmarès

### Meilleur film
- Un dimanche comme les autres (Sunday Bloody Sunday)
  - Le Messager (The Go-Between)
  - Mort à Venise (Death in Venice)
  - Taking Off

### Meilleur réalisateur
- John Schlesinger pour Un dimanche comme les autres (Sunday Bloody Sunday)
  - Joseph Losey pour Le Messager (The Go-Between)
  - Luchino Visconti pour Mort à Venise (Death in Venice)
  - Miloš Forman pour Taking Off

### Meilleur acteur
- Peter Finch pour le rôle du Dr Daniel Hirsh dans Un dimanche comme les autres (Sunday Bloody Sunday)
  - Albert Finney pour le rôle d'Eddie Ginley dans Gumshoe
  - Dustin Hoffman pour le rôle de Jack Crabb dans Little Big Man
  - Dirk Bogarde pour le rôle de Gustav von Aschenbach dans Mort à Venise (Morte a Venezia)

### Meilleure actrice
- Glenda Jackson pour le rôle d'Alex Greville dans Un dimanche comme les autres (Sunday Bloody Sunday)
  - Lynn Carlin pour le rôle de Lynn Tyne dans Taking Off
  - Julie Christie pour le rôle de Marian / Lady Trimingham dans Le Messager (The Go-Between)
  - Jane Fonda pour le rôle de Bree Daniels dans Klute
  - Nanette Newman pour le rôle de Jill Matthews dans The Raging Moon

### Meilleur acteur dans un rôle secondaire
- Edward Fox pour le rôle d'Hugh Trimingham dans Le Messager (The Go-Between)
  - Michael Gough pour le rôle de Mr Maudsley dans Le Messager (The Go-Between)
  - Ian Hendry pour le rôle d'Eric Paice dans La Loi du milieu (Get Carter)
  - John Hurt pour le rôle de Timothy Evans dans L'Étrangleur de Rillington Place (10 Rillington Place)

### Meilleure actrice dans un rôle secondaire
- Margaret Leighton pour le rôle de Mme Maudsley dans Le Messager (The Go-Between)
  - Jane Asher pour le rôle de Susan dans Deep End
  - Georgia Brown pour le rôle de Sarah Charles dans The Raging Moon
  - Georgia Engel pour le rôle de Margot dans Taking Off

### Meilleur scénario
- Le Messager (The Go-Between) – Harold Pinter
  - Gumshoe – Neville Smith
  - Un dimanche comme les autres (Sunday Bloody Sunday) – Penelope Gilliatt
  - Taking Off – Miloš Forman, John Guare, Jean-Claude Carrière et Jon Klein

### Meilleure direction artistique
- Mort à Venise (Morte a Venezia) – Ferdinando Scarfiotti
  - Le Messager (The Go-Between) – Carmen Dillon
  - Nicolas et Alexandra (Nicholas and Alexandra) – John Box
  - The Tales of Beatrix Potter – Christine Edzard

### Meilleurs costumes
- Mort à Venise (Morte a Venezia)
  - Le Messager (The Go-Between)
  - Nicolas et Alexandra (Nicholas and Alexandra)
  - The Tales of Beatrix Potter

### Meilleure photographie
- Mort à Venise (Morte a Venezia) – Pasqualino De Santis
  - Un violon sur le toit (Fiddler on the Roof) – Oswald Morris
  - Le Messager (The Go-Between) – Gerry Fisher
  - Un dimanche comme les autres (Sunday Bloody Sunday) – Billy Williams

### Meilleur montage
- Un dimanche comme les autres (Sunday Bloody Sunday) – Richard Marden
  - Un violon sur le toit (Fiddler on the Roof) – Antony Gibbs et Robert Lawrence
  - Performance – Antony Gibbs
  - Taking Off – John Carter

### Meilleur son
- Mort à Venise (Morte a Venezia)
  - Un violon sur le toit (Fiddler on the Roof)
  - Le Messager (The Go-Between)
  - Un dimanche comme les autres (Sunday Bloody Sunday)

### Meilleure musique de film
Anthony Asquith Award
- Un été 42 (Summer of '42) – Michel Legrand
  - Little Big Man – John Hammond
  - Les Nuits rouges de Harlem (Shaft) – Isaac Hayes
  - Trafic – Charles Dumont

### Meilleur film documentaire
Flaherty Documentary Award
- Des Insectes et des hommes (The Hellstrom Chronicle) – Walon Green et Ed Spiegel
  - Death of a Legend (en) – Bill Mason

### Meilleur court-métrage
- Alaska: The Great Land – Derek Williams
  - Big Horn – Bill Schmalz
  - The Long Memory – John Phillips

### Meilleur film spécialisé
- The Savage Voyage
  - The Marine Safety: Don't Go Down
  - A Future for the Past

### United Nations Awards
- La Bataille d'Alger (La battaglia di Algeri)
  - Joe Hill
  - Little Big Man
  - Le Propriétaire (The Landlord)

### Meilleur nouveau venu dans un rôle principal
Récompense les jeunes acteurs dans un rôle principal.
- Dominic Guard pour le rôle de 'Leo' Colston dans Le Messager (The Go-Between)
  - Carrie Snodgress pour le rôle de Tina Balser dans Journal intime d'une femme mariée (Diary of a Mad Housewife)
  - Janet Suzman pour le rôle de la tsarine Alexandra dans Nicolas et Alexandra (Nicholas and Alexandra)
  - Gary Grimes pour le rôle de Hermie dans Un été 42 (Summer of '42)

### Fellowship Awards
Récompense la réussite dans les différentes formes du cinéma
- Freddie Young

## Récompenses et nominations multiples

### Nominations multiples
Films
 12  : Le Messager
 8  : Un dimanche comme les autres
 7  : Mort à Venise
 6  : Taking Off
 3  : Little Big Man, Nicolas et Alexandra, Un violon sur le toit
 2  : Un été 42, The Tales of Beatrix Potter, Gumshoe, The Raging Moon
Personnalités
 2  : Miloš Forman, Christine Edzard, Antony Gibbs (en)

### Récompenses multiples
Légende : Nombre de récompenses/Nombre de nominations
Films
 5 / 8  : Un dimanche comme les autres
 4 / 7  : Mort à Venise
 4 / 12  : Le Messager

### Le grand perdant
0 / 6  : Taking Off